# Miquel Tufet Codó
Miquel Tufet Codó (Lleida, 1910-1967) va ser un ebenista i dirigent sindical català.
Representà al Sindicat de la Fusta al Ple Regional de la CNT de Catalunya que se celebrà el desembre de 1931, i fou membre de la Federació Local de Sindicats de Lleida i, després de la Unió Local de Sindicats. A finals de febrer de 1932 fou nomenat secretari de la Federació Local de Sindicats de Lleida. Representà la federació lleidatana en el Ple Regional de la CNT de Catalunya que tingué lloc a Sabadell l'abril de 1932 i on foren expulsats tots els sindicats controlats pel Bloc Obrer i Camperol.
Va col·laborar a "La Batalla" en temes sindicals. va ser membre del BOC i després del POUM, del qual formà part en diferents ocasions del comitè local de Lleida, alhora que era un dels capdavanters de la Unió Local de Sindicats. Després de participar en el front amb el grau de tinent, va ser detingut a València i empresonat fins a l'any 1940.
A la postguerra –després d'un període de detenció i presó- fou un dels protagonistes de la reorganització del POUM a les comarques lleidatanes, juntament amb la seva esposa Josepa Reimundi, editant, sis números de L'Espurna, entre 1946 i 1947, i el Butlletí Interior d'Informació del POUM de Lleida i la seva comarca. Tornà ser detingut durant uns mesos el 1945. Formà part del MSC, deixant l'activitat política a principis dels anys cinquanta